# Северный Иото
Се́верный Ио́то (яп. 北硫黄島 Кита ио:то:, «Северный серный остров») — самый северный остров вулканического происхождения в группе вулканических островов Бонинского архипелага, находящийся в Тихом Океане. Ранее был известен под именами «англ. Kitaio Jima» и «англ. North Iwo Jima — Северный Иводзима». 18 июня 2007 года был переименован в «Северный Иото».

## Общая информация

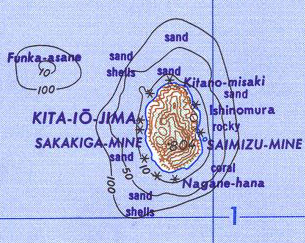
Карта острова Северный Иото

Остров расположен в 80 км от острова Иото, в 1170 км к югу от Токио, в 270 км к юго-юго-западу от острова Титидзима. Его площадь составляет 5,57 км², длина береговой линии — 8 км. Территория острова преимущественно покрыта горными массивами и отдельными системами горных хребтов. Высшая точка горного рельефа острова составляет 792 метра и носит название «Сакагигаминэ» (яп. 榊ヶ峰). Второй по величине горный пик имеет высоту 665 метров и называется «Симицу» (яп. 清水峰).
Согласно административному делению Японии остров, как и вся группа Бонинских островов, относится к префектуре Токио.
Во время Второй мировой войны эмигрантами из разных стран предпринимались безуспешные попытки образовать на острове колонии. В настоящее время остров необитаем.
Из-за наличия высоких волн береговая линия вокруг острова привлекательна для сёрфинга, однако это же обстоятельство усложняет причаливание судов. Остров является местом обитания сапсана, и поэтому объявлен японскими властями охраняемой природной зоной.
Остров известен также и тем, что летом 2009 года с него можно было наблюдать наиболее продолжительную на Земле фазу полного солнечного затмения 22 июля 2009 года — 6 минут 34 секунды.